# King of the Hill
King of the Hill ist eine satirische US-amerikanische Zeichentrickfernsehserie, die von 1997 bis 2009 auf Fox lief. Die Serie geht auf eine Idee von Beavis-and-Butt-Head-Schöpfer Mike Judge (* 1962) zurück.
Die Handlung dreht sich um das Leben des Propangasverkäufers Hank Hill, seiner Familie und seinen Nachbarn, die in der fiktiven texanischen Kleinstadt Arlen leben. Die Serie greift dabei teilweise aktuelle und in der amerikanischen Öffentlichkeit kontrovers diskutierte Themen auf, wie Aufklärungsunterricht, Rassismus, religiöse Intoleranz, Sex, Drogen und Geschlechterrollen. Mike Judge entwickelte King of the Hill zusammen mit dem Simpsons-Autor Greg Daniels. Dabei orientierte er sich an seinem früheren Wohnort Garland, einem Vorort von Dallas.
King of the Hill war in den Vereinigten Staaten gleich zu Beginn ein großer Erfolg und war zeitweise die Zeichentrickserie mit den höchsten Einschaltquoten. Zur Zeit der Absetzung gehörte die Serie zu den am längsten laufenden Zeichentrickserien der USA. In Deutschland wurde die Serie von MTV und RTL 2 ausgestrahlt. Vom 3. Juli bis zum 1. Oktober 2010 war die Zeichentrickserie in Deutschland auf Comedy Central zu sehen. 
Die Serie wurde für verschiedene Auszeichnungen nominiert und gewann einige davon, darunter zwei Emmy-Awards. Die Fernsehkritikerin Carina Chocano bezeichnete King of the Hill als „warmherzige Komödie“, die auf den müden Sarkasmus und die popkulturellen Referenzen verzichte, die ansonsten am Fernsehen als Comedy durchgehen würden.

## Charaktere

### Familie Hill
Die in der Serie dargestellten Figuren sind mehrheitlich Blue-Collar-Familien, die in einer Einfamilienhaussiedlung in einer Kleinstadt leben. Im Zentrum steht Hank Hill,  Verkäufer für Propangas und -zubehör bei Strickland Propane und stolzer Texaner. Seine Frau Peggy ist Aushilfslehrerin, freiberufliche Zeitungskolumnistin und Boggle-Champion. Ihr gemeinsamer Sohn Bobby ist ein pummeliger Junge, der ein Versager in Sport ist und Komiker werden möchte. Er geht oft Beschäftigungen nach, die Hank als unmännlich empfindet.

### Hanks Freunde
Die besten Freunde von Hank sind seine Nachbarn Dale Gribble, Jeff Boomhauer und Bill Dauterive. Gribble ist ein kettenrauchender Verschwörungstheoretiker und Waffennarr. Von Beruf ist er Kammerjäger. Seine Frau, die Wetteransagerin Nancy, betrügt ihn mit dem indianischen Heilpraktiker John Redcorn und hat von ihm einen Sohn, Joseph John Gribble, ein sportlicher Junge und der beste Freund von Bobby. Dale Gribble weiß nichts von der Affäre und hält Joseph für seinen leiblichen Sohn, obwohl er Redcorn sehr ähnlich sieht.
Jeff Boomhauer ist alleinstehend, mag schnelle Autos und hat viele kurzlebige Affären mit Frauen. Er ist ein ruhiger Typ und murmelt meist Unverständliches mit starkem Südstaaten-Akzent. Bill Dauterive ist ein übergewichtiger Friseur und Unteroffizier der US Army. Er wurde von seiner Frau verlassen und interessiert sich jetzt für Peggy.
Hank steht häufig mit seinen Freunden an der Straße vor seinem Haus und trinkt Bier.

### Familie Souphanousinphone
Die Familie Souphanousinphone stammt aus Laos und lebt direkt neben den Hills. Der Systemanalytiker Kahn Souphanousinphone verachtet die „Rednecks“ der Nachbarschaft und lässt sie dies oft lautstark wissen. Seine Frau Minh ist oft gehässig gegenüber Peggy. An ihre Tochter Connie, der zeitweiligen Freundin von Bobby, stellt das Ehepaar Souphanousinphone hohe Anforderungen. Sie muss Geige spielen und darf nur erstklassige Noten nach Hause bringen. Von ihrem Vater wird sie stets "Kahn Junior" genannt. Er behauptet oft, lieber einen Sohn gehabt zu haben.

### Weitere Figuren
Luanne Platter ist die Nichte von Peggy. Sie ist im College-Alter und wohnt zu Beginn der Serie bei der Hill-Familie. Sie ist Schülerin der Beauty Academy und später des Junior College. Buckley ist der Freund von Luanne, er arbeitet im Mega Lo Mart und starb während der Arbeit bei einer Propangasexplosion.
Buck Strickland ist der Besitzer der Firma Strickland Propane, zwanghafter Glücksspieler und Frauenheld. Seine Angestellte und Geliebte Debbie Grund brachte sich bei dem Versuch, Buck und seine Ehefrau zu ermorden, versehentlich selbst um. Ein weiterer Angestellter, M.F. Thatherton, eröffnete auf der gegenüberliegenden Straßenseite von Strickland das betrügerische Konkurrenzunternehmen Thatherton Fuels Company.
Cotton Hill ist Hanks Vater. Er ist ein rauer, sexistischer Mann, der seine Schienbeine im Zweiten Weltkrieg verlor und daher von geringer Körpergröße ist und einen humpelnden Gang besitzt. Er hat seine Krankenschwester geheiratet und ein Kind mit ihr, das „Good“ Hank heißt.
Stuart Dolley und Clark Peters sind Klassenkameraden von Bobby und Unruhestifter.
Chuck Mangione ist eine Figur, die einer Realperson nachempfunden und von dieser gesprochen wurde. Er ist ein Musiker, der für Mega Lo Mart (Adaption von Wal-Mart) wirbt, bis er es satt hat, zu jeder Mega-Lo-Mart-Eröffnung zu gehen. Der Werbespruch der Firma enthält den Titel seines bekannten Hits „Feels So Good.“

## Synchronisation
Die Synchronisation wurde von der Firma Rainer Brandt Filmproduktions GmbH durchgeführt. Die Dialogregie führten Stefan Ludwig und Christoph Seeger.
| Figur                    | Originalsprecher                                           | Synchronsprecher    |
| ------------------------ | ---------------------------------------------------------- | ------------------- |
| Hank Hill                | Mike Judge                                                 | Detlef Bierstedt    |
| Peggy Hill               | Kathy Najimy                                               | Joseline Gassen     |
| Bobby Hill               | Pamela Segall                                              | Gerald Schaale      |
| Luanne Platter           | Brittany Murphy                                            | Dascha Lehmann      |
| Dale Gribble             | Johnny Hardwick                                            | Santiago Ziesmer    |
| Bill Dauterive           | Stephen Root                                               | Roland Hemmo        |
| Jeff Boomhauer           | Mike Judge                                                 | Oliver Feld         |
| Nancy Hicks-Gribble      | Ashley Gardner                                             | Sabine Arnhold      |
| Joseph Gribble           | Brittany Murphy (Staffel 1–4) Breckin Meyer (Staffel 5–13) | Tobias Müller       |
| Kahn Souphanousinphone   | Toby Huss                                                  | Michael Pan         |
| Minh Souphanousinphone   | Lauren Tom                                                 | Antje von der Ahe   |
| Connie Souphanousinphone | Lauren Tom                                                 | Daniela Reidies     |
| John Redcorn             | Victor Aaron (Staffel 1) Jonathan Joss (Staffel 2–13)      | Uwe Jellinek        |
| Leanne Platter           | Pamela Segall                                              | Martina Treger      |
| Buck Strickland          | Stephen Root M. Emmet Walsh (Folge 21)                     | Gerd Holtenau       |
| Cotton Hill              | Toby Huss                                                  | Karl-Maria Steffens |
| Gary Kasner              | Carl Reiner                                                | Otto Czarski        |
| Tilly Hill               | Tammy Wynette                                              | Renate Danz         |